# George Smoot
George Fitzgerald Smoot III (Yukon, Florida; 20 de febrero de 1945) es un físico y astrónomo estadounidense. Doctor en Física por el MIT y profesor de Física en la Universidad de Berkeley en California, fue galardonado, junto con John Mather, con el Premio Nobel de Física en 2006.

## Biografía
Su principal contribución fue el estudio de la radiación de fondo de microondas mediante el satélite artificial COBE demostrando que poco después del Big Bang existían en el Universo irregularidades que fueron las semillas de la posterior formación de las galaxias.
Es autor del libro de divulgación Arrugas en el tiempo donde cuenta las peripecias hasta lograr que la NASA lanzara el COBE y los resultados obtenidos por dicho satélite.

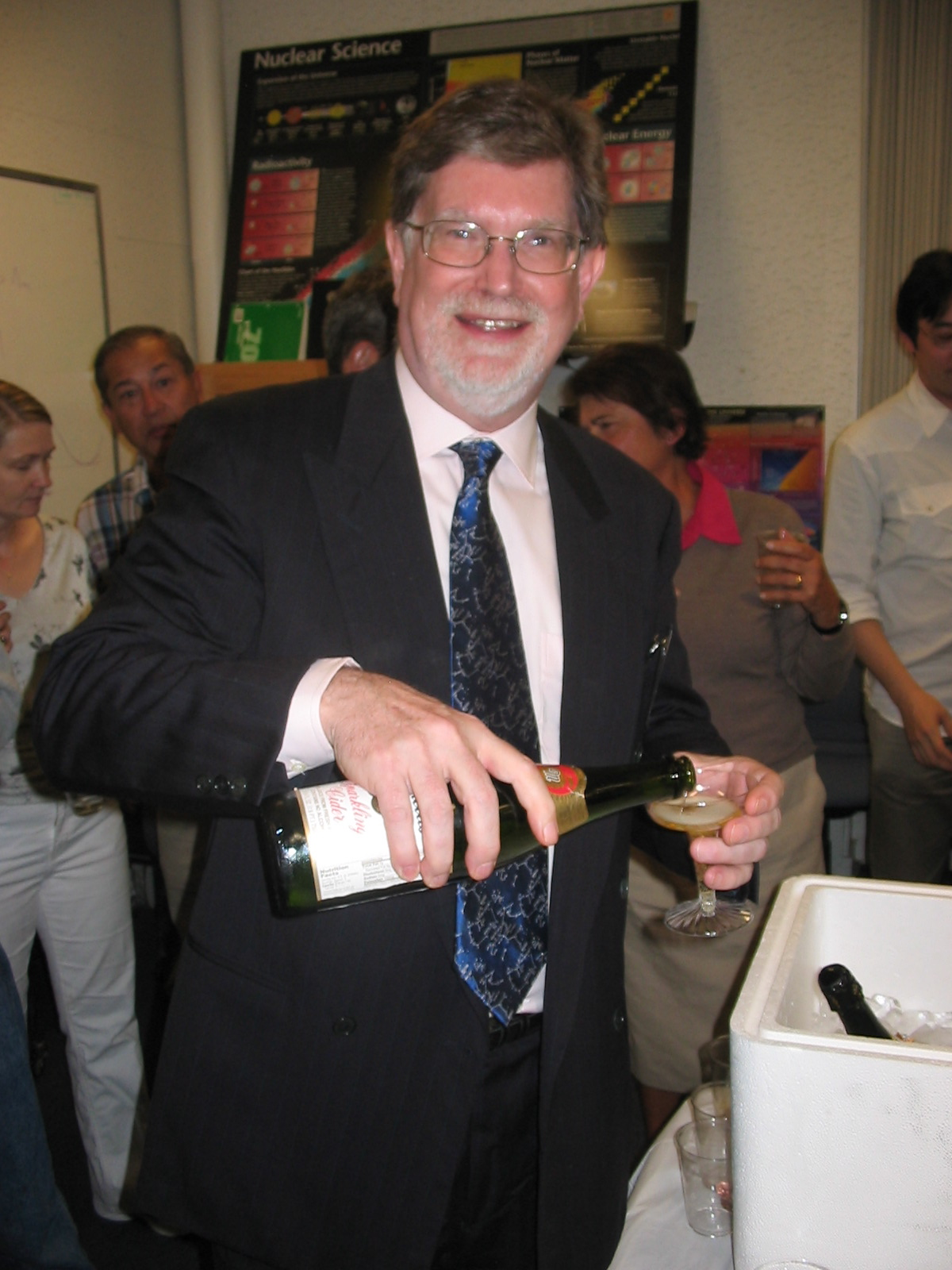
George F. Smoot el 3 de octubre de 2006 celebrando la concesión del Premio Nobel de Física.

Apareció al final del episodio 17 de la segunda temporada en la serie The Big Bang Theory, así como en el episodio 18 de la duodécima temporada de dicha serie.